# Kogelbergia
Kogelbergia är ett släkte av tvåhjärtbladiga växter som ingår i familjen Stilbaceae.
Släktet omfattar enligt Catalogue of Life endast två arter::
- Kogelbergia phylicoides
- Kogelbergia verticillata